# Allan Rodhe
Alvar Elis (Allan) Rodhe, född den 11 maj 1882 i Karlshamn, död den 30 november 1964 i Saltsjöbaden, var en svensk ämbetsman. 
Rodhe blev juris kandidat vid Lunds universitet 1904, fiskal i hovrätten över Skåne och Blekinge 1915, assessor där samma år, tillförordnad revisionssekreterare 1914, konstituerad 1917, hovrättsråd 1918, ordinarie revisionssekreterare 1919, biträde i justitie- och jordbruksdepartementet vid behandling av åtskilliga lagfrågor, ledamot av kolonisationskommittén 1917, tillförordnad chef för rättsavdelningen i utrikesdepartementet 1920, ordinarie 1921, ministerresident 1921, envoyé samma år, landshövding i Gotlands län 1927, i Kristianstads län 1938–1947, underhandlare för avslutandet av svensk-polsk handelstraktat 1924 och svensk-turkisk handels- och sjöfartstraktat 1926 och för nordisk fattigvårdskonvention 1927, ordförande i internationella kommissionen för folkomröstning i Saarområdet 1934–1935, i statliga brandförsvarsutredningen 1941, Svenska brandskyddsföreningen 1942–1954, ömsesidiga socialförsäkringbolagsföreningen 1940–1954. Han blev hedersledamot av Fysiografiska sällskapet 1941. Han skrev även tidskriftsuppsatser i juridiska ämnen.
Han var son till biskop Edvard Herman Rodhe, bror till biskop Edvard Magnus Rodhe och sjuksköterskan Estrid Rodhe samt far till professor Knut Rodhe. Han gifte sig 1909 med Gertrud Sofia Odencrantz (1883–1963), dotter till häradshövding Thor Herman Odencrantz och Leonore Ekman. Makarna Rodhe är begravna på Skogsö kyrkogård.